# Grattersdorf

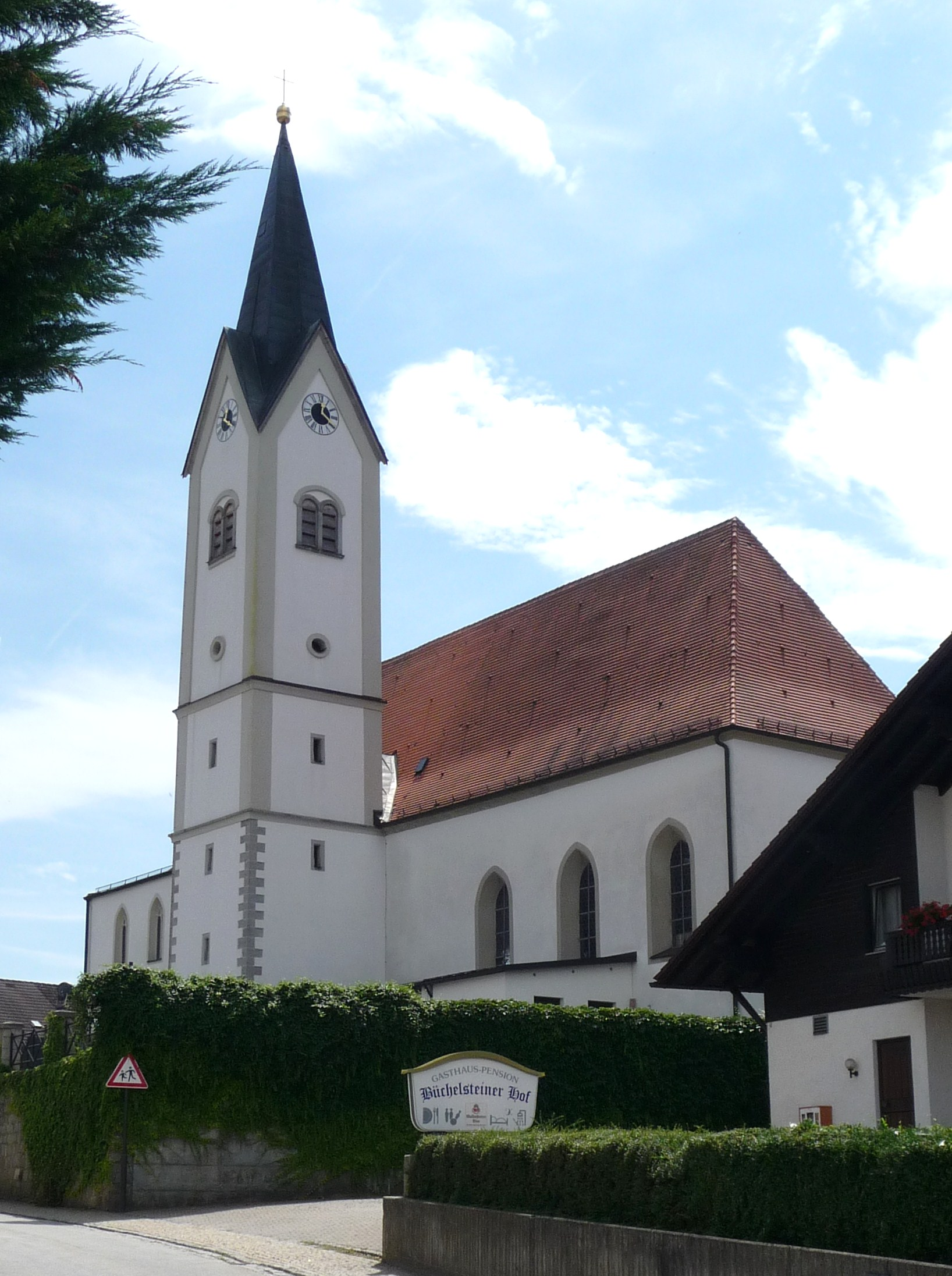
Die Pfarrkirche St. Ägidius

Grattersdorf ist eine Gemeinde im niederbayerischen Landkreis Deggendorf.

## Geografie
Die Gemeinde liegt in der Region Sonnenwald.
Es gibt 36 Gemeindeteile (in Klammern ist der Siedlungstyp angegeben):
- Bärnöd (Weiler)
- Büchelstein (Dorf)
- Ebenöd (Dorf)
- Eiserding (Weiler)
- Ernading (Dorf)
- Falkenacker (Weiler)
- Frieberding (Weiler)
- Friedenberg (Einöde)
- Furth (Weiler)
- Furthmühle (Weiler)
- Gern (Einöde)
- Gottsmannsdorf (Dorf)
- Grattersdorf (Pfarrdorf)
- Haselöd (Einöde)
- Hatzenberg (Dorf)
- Kerschbaum (Weiler)
- Konrading (Dorf)
- Kralling (Weiler)
- Kreuzerhof (Einöde)
- Lanzing (Weiler)
- Liebmannsberg (Dorf)
- Lofering (Weiler)
- Maging (Weiler)
- Nabin (Weiler)
- Neufang (Dorf)
- Oberaign (Weiler)
- Oitzing (Dorf)
- Reigersberg (Einöde)
- Renzling (Dorf)
- Roggersing (Kirchdorf)
- Spichting (Weiler)
- Wangering (Dorf)
- Wannersdorf (Weiler)
- Weiking (Dorf)
- Winsing (Dorf)
- Würzing (Weiler)

Es gibt die Gemarkungen Grattersdorf, Nabin, Oberaign und Winsing.

## Geschichte

### Bis zur Gründung der Vorläufergemeinden
Die erste urkundliche Erwähnung von Grattersdorf erfolgte 1209, als die Brüder Ulrich und Poppo de Gradinsdorf als Zeugen genannt wurden. Der Ort Grattersdorf gehörte damals den Grafen von Hals. Seit 1451 bildete er eine geschlossene Hofmark im Kurfürstentum Bayern, deren Sitz Grattersdorf war.
Besitzer der Hofmark waren nach dem Aussterben der Gradinsdorfer die Herren von Winzer, denen 1506 die Puchberger folgten. In der Landkarte des Philipp Apian von 1568 ist der Ort als Grederstorff eingetragen. Veit von Puchberg ließ hier 1536 bis 1539 die Kirche St. Ägidius erbauen. Das 17. und 18. Jahrhundert brachte mehrere Besitzerwechsel in Grattersdorf, zuletzt gehörte es den Freiherren von Vequel. Die anderen Ortschaften der heutigen Gemeinde gehörten größtenteils zum Kloster Niederalteich, teilweise zum Kloster Osterhofen und Stift Obermünster. Um das Jahr 1728 erhielt Grattersdorf eine Schule.

### Gemeindezusammenschluss
Im Zuge der Verwaltungsreformen in Bayern 1818 wurden die Gemeinden Grattersdorf, Nabin, Oberaign und Winsing gebildet, die am 1. Januar 1971 zur Gemeinde Grattersdorf zusammengeschlossen wurden.

### Einwohnerentwicklung
Im Zeitraum 1988 bis 2018 sank die Einwohnerzahl von 1393 auf 1279 um 114 Einwohner bzw. um 8,2 % – der deutlichste prozentuale Einwohnerrückgang im Landkreis im genannten Zeitraum.
| Jahr         | 1961 | 1970 | 1987 | 1991 | 1995 | 2000 | 2005 | 2010 | 2015 | 2020 |
| ------------ | ---- | ---- | ---- | ---- | ---- | ---- | ---- | ---- | ---- | ---- |
| Gesamt       | 1286 | 1305 | 1365 | 1422 | 1399 | 1411 | 1408 | 1346 | 1262 | 1299 |
| Winsing      | 649  | 663  |      |      |      |      |      |      |      |      |
| Nabin        | 274  | 288  |      |      |      |      |      |      |      |      |
| Grattersdorf | 222  | 222  |      |      |      |      |      |      |      |      |
| Oberaign     | 141  | 142  |      |      |      |      |      |      |      |      |

## Politik
Die Gemeinde ist Mitglied der Verwaltungsgemeinschaft Lalling.

### Gemeinderat
Die Kommunalwahlen von 2020 ergaben folgende Sitzverteilung:
|      | CSU | FWG Grattersdorf | FWG Roggersing | Gesamt |
| 2020 | 6   | 4                | 2              | 12     |

### Bürgermeister
Erster Bürgermeister seit Mai 2020 ist Robert Schwankl (CSU). Bei den Kommunalwahlen am 15. März 2020 wurde dieser im ersten Wahlgang mit 66,0 Prozent als 1. Bürgermeister gewählt.
Bürgermeister war seit 2002 bis zu seinem Tod Ende Oktober 2017 Norbert Bayerl (CSU). Er wurde im Jahr 2002 Nachfolger von Josef Reitberger (CSU). Bis zu den Neuwahlen am 28. Januar 2018 führte der zweite Bürgermeister Alfons Gramalla die Amtsgeschäfte und wurde mit 79 Prozent zum ersten Bürgermeister gewählt.

### Wappen
| Wappen von Grattersdorf | Blasonierung: „In Blau eine gesenkte, eingeschweifte, silberne Spitze, darin ein roter Zweig mit vier Blättern, vorne drei voneinander abgewendete, zwei zu eins gestellte silberne Halbmonde, hinten ein schwebendes silbernes Lilienkreuz.“ |
| Wappen von Grattersdorf | Wappenbegründung: Der vierblättrige Zweig verweist auf die vier früher selbstständigen Gemeinden Grattersdorf, Nabin, Oberaign und Winsing, die sich am 1. Januar 1971 zur neuen Gemeinde Grattersdorf zusammenschlossen. Der Zweig stellt zugleich eine Verbindung her zur geografischen Lage der Gemeinde im Bayerischen Wald, speziell im Sonnenwaldgebiet. Für die historische Entwicklung der Gemeinde war die Hofmark Grattersdorf maßgeblich. Die drei Monde stammen aus dem Wappen der Puchberger, die unter den adligen Hofmarksinhabern von besonderer Bedeutung waren und von 1500 bis 1638 auf Grattersdorf nachweisbar sind. Veit von Puchberg ließ von 1536 bis 1539 die Kirche erbauen, in der Grabdenkmäler der Familie zu finden sind. Das Lilienkreuz erinnert an die vielen ehemaligen geistlichen Grundherren im Gemeindegebiet. Die heraldischen Lilien gehen zurück auf das Wappen des Reichsstifts Obermünster (Regensburg); diese wurden zu einem Lilienkreuz umgestaltet. Die Tingierung in Weiß und Blau versinnbildlicht die historische Verbindung mit der Landesherrschaft der wittelsbachischen Herzöge von Bayern. Dieses Wappen wird seit 1982 geführt. |

## Wirtschaft und Infrastruktur

### Wirtschaft einschließlich Land- und Forstwirtschaft
Es gab im Jahr 2021 nach der amtlichen Statistik im produzierenden Gewerbe 33 und in sonstigen Bereichen 23 sozialversicherungspflichtig Beschäftigte am Arbeitsort. Sozialversicherungspflichtig Beschäftigte am Wohnort gab es insgesamt 579. Im verarbeitenden Gewerbe gab es keine Betriebe, im Bauhauptgewerbe vier Betriebe. Zudem bestanden im Jahr 2020 41 landwirtschaftliche Betriebe mit einer landwirtschaftlich genutzten Fläche von 741 ha, davon waren 210 ha Ackerfläche und 531 ha Dauergrünfläche.

### Bildung
Im Jahr 2022 existierten folgende Einrichtungen:
- 1 Kindertageseinrichtung: 49 genehmigte Plätze, 48 betreute Kinder

## Persönlichkeiten
- Emil Janik (1906–1981), römisch-katholischer Priester
- Susanne Braunsteffer (* 1979), Opernsängerin